# Grand Prix Cycliste de Montréal 2024
Il Grand Prix Cycliste de Montréal 2024, tredicesima edizione della corsa e valido come trentatreesima prova dell'UCI World Tour 2024 categoria 1.UWT, si svolse il 15 settembre 2024 su un percorso di 209,1 km, con partenza e arrivo a Montréal, in Canada. La vittoria fu appannaggio dello sloveno Tadej Pogačar, il quale completò il percorso in 5h28'15", alla media di 38,221 km/h precedendo lo spagnolo Pello Bilbao e il francese Julian Alaphilippe.
Sul traguardo di Montréal 89 ciclisti, dei 168 partiti dalla medesima località, portarono a termine la competizione.

## Squadre e corridori partecipanti
| N.      | Cod. | Squadra                         |
| ------- | ---- | ------------------------------- |
| 1-7     | UAD  | UAE Team Emirates               |
| 11-17   | LTD  | Lotto Dstny                     |
| 21-27   | TVL  | Team Visma-Lease a Bike         |
| 31-37   | IGD  | Ineos Grenadiers                |
| 41-47   | SOQ  | Soudal Quick-Step               |
| 51-57   | LTK  | Lidl-Trek                       |
| 61-67   | DAT  | Decathlon AG2R La Mondiale Team |
| 71-77   | RBH  | Red Bull-Bora-Hansgrohe         |
| 81-87   | ADC  | Alpecin-Deceuninck              |
| 91-97   | GFC  | Groupama-FDJ                    |
| 101-107 | EFE  | EF Education-EasyPost           |
| 111-117 | TBV  | Bahrain Victorious              |

| N.      | Cod. | Squadra                   |
| ------- | ---- | ------------------------- |
| 121-127 | MOV  | Movistar Team             |
| 131-137 | JAY  | Team Jayco AlUla          |
| 141-147 | ARK  | Arkéa-B&B Hotels          |
| 151-157 | DFP  | Team DSM-Firmenich PostNL |
| 161-167 | IWA  | Intermarché-Wanty         |
| 171-177 | COF  | Cofidis                   |
| 181-187 | AST  | Astana Qazaqstan Team     |
| 191-197 | IPT  | Israel-Premier Tech       |
| 201-207 | UXM  | Uno-X Mobility            |
| 211-217 | TUD  | Tudor Pro Cycling Team    |
| 221-227 | TNN  | Team Novo Nordisk         |
| 231-237 | CAN  | Canada                    |

## Ordine d'arrivo (Top 10)
| Pos. | Corridore          | Squadra  | Tempo    |
| ---- | ------------------ | -------- | -------- |
| 1    | Tadej Pogačar      | UAE      | 5h28'15" |
| 2    | Pello Bilbao       | Bahrain  | a 24"    |
| 3    | Julian Alaphilippe | Soudal   | a 40"    |
| 4    | Maxim Van Gils     | Lotto    | s.t.     |
| 5    | Ion Izagirre       | Cofidis  | s.t.     |
| 6    | Toms Skujiņš       | Lidl     | s.t.     |
| 7    | Tiesj Benoot       | Visma    | s.t.     |
| 8    | Michael Woods      | Israel   | s.t.     |
| 9    | Edoardo Zambanini  | Bahrain  | s.t.     |
| 10   | Jai Hindley        | Red Bull | s.t.     |